# Koubrat (obchtina)
Ne doit pas être confondu avec Koubrat (ville) ou Koubrat (knèze des bulgares).
Koubrat (bulgare : Кубрат) est une obchtina de l'oblast de Razgrad en Bulgarie.